# Dia Mundial das Mães e dos Pais
O Dia Mundial das Mães e dos Pais é um dia comemorado anualmente em 1 de junho desde 2013, instituído pela Assembleia Geral das Nações Unidas em 2012.

## Proclamação
Desde a década de 1980, as Nações Unidas têm dado atenção à relevância da família no desenvolvimento social, o que culminou com a proclamação do Dia Mundial das Mães e dos Pais. Essa iniciativa foi oficializada em 17 de setembro de 2012. A proclamação visa reconhecer e honrar o papel essencial dos pais na criação e no desenvolvimento holístico das crianças.

## Celebração
Ele é comemorado todos os anos em 1 de junho, escolhido para enfatizar a importância da paternidade após a celebração do Dia Internacional das Famílias em 15 de maio. Essa sequência ressalta o compromisso das Nações Unidas com as questões familiares, iniciado com a proclamação de 1994 como o Ano Internacional da Família e continuado com a criação de dias dedicados a aspectos específicos da vida familiar. O primeiro reconhecimento do Dia Mundial das Mães e dos Pais foi em 2013.

## Temas
- 2025: “Criando Pais”[5]
- 2024: “A promessa de uma paternidade lúdica”[6]
- 2023: “O poder da paternidade, criando filhos felizes, saudáveis e cheios de esperança”[7]